# Augusto Righi

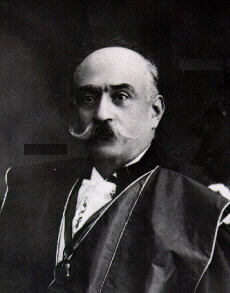
Augusto Righi.

Augusto Righi (* 27. August 1850 in Bologna; † 8. Juni 1920 ebenda) war ein italienischer Physiker.

## Leben
Righi war Professor in Palermo, Padua und Bologna.
1880 entdeckte er die magnetische Hysterese. Er erweiterte das Verständnis von Interferenzerscheinungen und entdeckte 1887 den thermomagnetischen Righi-Leduc-Effekt (unabhängig von Sylvestre Anatole Leduc gefunden).
Gleichzeitig mit Wilhelm Hallwachs entdeckte er die Elektronenemission beim lichtelektrischen Effekt.
1905 erhielt er die Hughes-Medaille der Royal Society, in die er 1907 als „Foreign Member“ aufgenommen wurde. 1896 wurde er korrespondierendes Mitglied der Russischen Akademie der Wissenschaften in Sankt Petersburg. Seit 1907 gehörte der Royal Society of Edinburgh als Ehrenmitglied (Honorary Fellow) an. 1911 wurde er zum auswärtigen Mitglied der Göttinger Akademie der Wissenschaften gewählt. 1912 wurde er in die American Academy of Arts and Sciences und am 1. Dezember 1913 in die Académie des sciences gewählt.